# Гітченко Андрій Ігорович
Андрі́й І́горович Гі́тченко (нар. 2 жовтня 1984, Київ) — український футболіст, захисник.

## Біографія
Вихованець ДЮСШ «Арсеналу», після завершення якої сезон пограв за другу команду «канонірів», після чого був переведений до основної команди, проте жодного разу в її складі так і не зіграв.

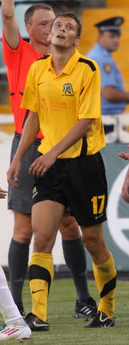
Андрій Гітченко у своєму дебютному матчі в Прем'єр-лізі

В січні 2007 року перейшов у першоліговий ЦСКА Київ, де провів півроку, поки його не помітили скаути одного з лідерів першої ліги ПФК «Олександрії», до складу якої Гітченко і приєднався влітку 2007 року. За олександрійців футболіст провів два сезони, зігравши у 41 матчі чемпіонату, після чого залишив команду.
У лютому 2010 року на правах вільного агента перейшов у чернігівську «Десну», за яку грав до кінця сезону, провівши 16 матчів. Після цього Гітченко повернувся назад у ПФК «Олександрію».
У сезоні 2010/11 Гітченко провів 28 ігор, а «Олександрія» стала переможцем першої ліги і вийшла в Прем'єр-лігу.
8 липня 2011 року у віці 26 років Гітченко дебютував в Прем'єр-лізі в 1 турі сезону 2011/12 у виїзному матчі проти полтавської «Ворскли». На 50 хвилині Давид Таргамадзе вивів «Олександрію» вперед, а на 58 хвилині Гітченко був вилучений арбітром Анатолієм Жабченком, проте клуб все одно втримав перемогу.
У дебютному прем'єрліговому сезоні Гітченко зіграв у 24 іграх чемпіонату, в яких навіть забив один гол, але «Олександрія» зайняла останнє 16 місце і вилетіла назад у першу лігу.
На початку червня 2012 року перейшов до київського «Арсеналу», який того сезону вперше в своїй історії стартував у єврокубках. У новий клуб Гітченко перейшов разом з партнером по «Олександрії» воротарем Юрієм Паньківом. Деталі трансферів не розголошуються.
22 липня 2012 року дебютував за київський клуб у другому турі чемпіонату України в київському дербі проти «Динамо», відігравши весь матч, в якому «каноніри» програли з рахунком 0:1.
На початку 2013 року в зв'язку з фінансовими проблемами в «Арсеналі», клуб змушений був відпустити більшість високооплачуваних футболістів, в тому числі і Андрія, який як вільний агент, разом з партнерами по команді Євгеном Боровиком та Олександром Максимовим, підписав контракт з «Кривбасом». У «Кривбасі» відразу став основним захисником команди.
Проте вже влітку 2013 року «Кривбас» було знято зі змагань і Гітченко на правах вільного агента підписав контракт з львівськими «Карпатами». На початку травня 2016 року залишив львівський клуб. Наприкінці червня того ж року знову повернувся до складу «Олександрії». Узяв номер 17.
У 2018—2021 роках виступав у Прем'єр-лізі за чернігівську «Десну». За підсумками сезону 2019/20, у якому «Десна» посіла 4-те місце в чемпіонаті України та отримала право на участь у кваліфікації Ліги Європи, сайтом SportArena Гітченка було внесено до списку 33 найкращих футболістів Прем'єр-ліги як одного з двох найкращих центральних захисників сезону. Загалом у всіх змаганнях відіграв за чернігівську команду 95 матчів та забив 8 голів.

## Статистика
Станом на 12 липня 2013 року
| Сезон   | Клуб               | Ліга         | Чемпіонат | Чемпіонат | Кубок | Кубок | Дублери | Дублери | Єврокубки | Єврокубки |
| Сезон   | Клуб               | Ліга         | Ігри      | Голи      | Ігри  | Голи  | Ігри    | Голи    | Ігри      | Голи      |
| ------- | ------------------ | ------------ | --------- | --------- | ----- | ----- | ------- | ------- | --------- | --------- |
| 2002-03 | «Арсенал»          | ДЮФЛ         | 6         | 2         | —     | —     | —       | —       | —         | —         |
| 2003-04 | «Арсенал-2»        | Друга ліга   | 20        | 0         | —     | —     | —       | —       | —         | —         |
| 2004-05 | «Арсенал»          | Вища ліга    | 0         | 0         | 0     | 0     | 19      | 1       | —         | —         |
| 2005-06 | «Арсенал»          | Вища ліга    | 0         | 0         | 2     | 0     | 24      | 3       | —         | —         |
| 2006-07 | «Арсенал»          | Вища ліга    | 0         | 0         | 0     | 0     | 12      | 0       | —         | —         |
| 2006-07 | ЦСКА Київ          | Перша ліга   | 10        | 0         | 0     | 0     | —       | —       | —         | —         |
| 2007-08 | ПФК «Олександрія»  | Перша ліга   | 25        | 1         | 1     | 0     | —       | —       | —         | —         |
| 2008-09 | ПФК «Олександрія»  | Перша ліга   | 16        | 2         | 2     | 0     | —       | —       | —         | —         |
| 2009-10 | «Десна» (Чернігів) | Перша ліга   | 16        | 0         | 0     | 0     | —       | —       | —         | —         |
| 2010-11 | ПФК «Олександрія»  | Перша ліга   | 28        | 1         | 2     | 0     | —       | —       | —         | —         |
| 2011-12 | ПФК «Олександрія»  | Прем'єр-ліга | 24        | 1         | 0     | 0     | 3       | 0       | —         | —         |
| 2012-13 | «Арсенал» (Київ)   | Прем'єр-ліга | 9         | 0         | 2     | 0     | 1       | 0       | 2         | 0         |
| 2012-13 | «Кривбас»          | Прем'єр-ліга | 11        | 0         | 0     | 0     | 0       | 0       | —         | —         |
| 2013-14 | «Карпати» (Львів)  | Прем'єр-ліга | 0         | 0         | 0     | 0     | 0       | 0       | —         | —         |

## Досягнення
- Переможець першої ліги (1): 2010/11